# 液浸

ステッパーによる超純水を用いたフォトリソグラフィの模式図

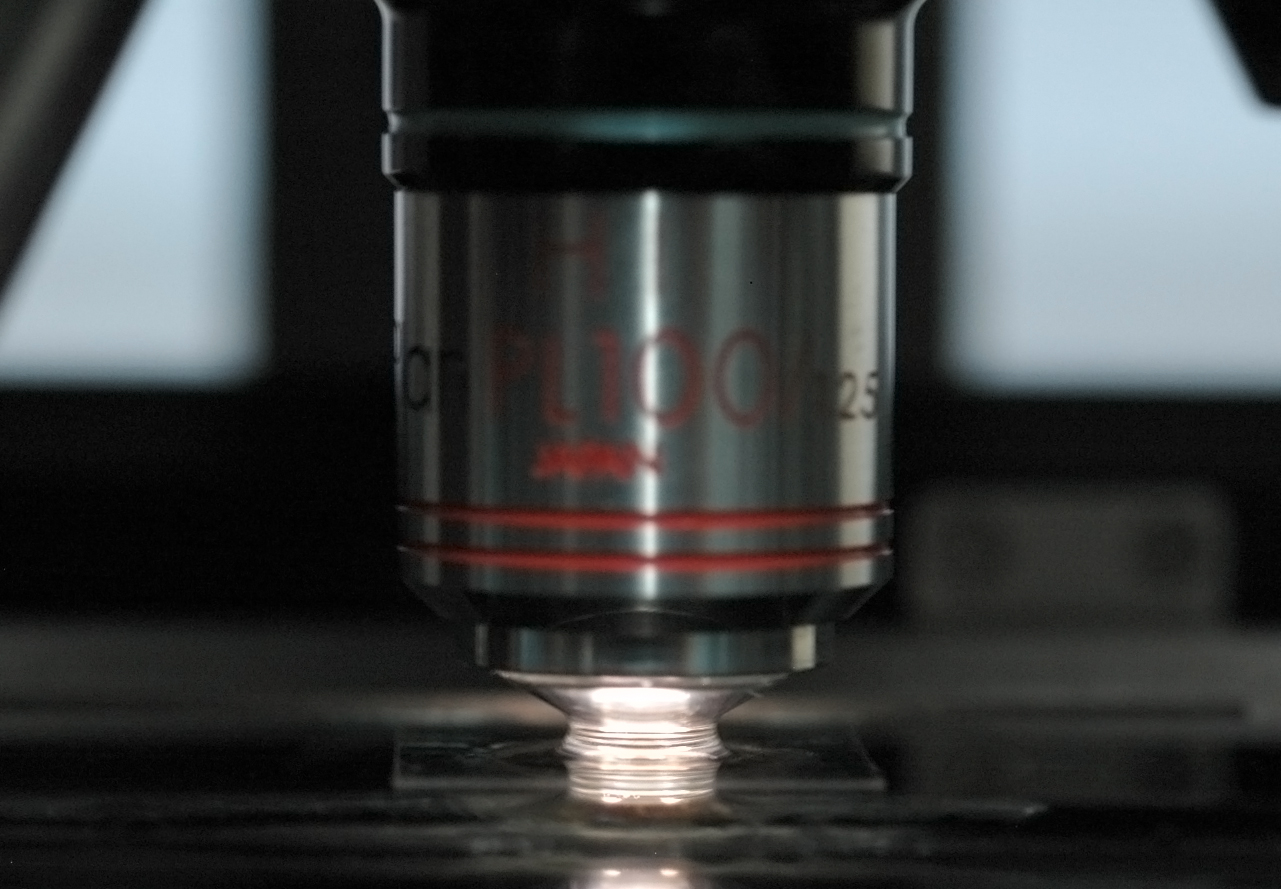
光学顕微鏡による液浸

液浸（えきしん）とは、光学系において液体を使用することによって高性能化を図る手段のことである。液体として油を用いる場合には油浸とよばれる。
ステッパーを用いたフォトリソグラフィによる半導体で製造で微細化を図る手段、光学顕微鏡で分解能を上げる手段などに用いられる。

## 半導体製造における適用
半導体回路の製造においては、ステッパーの投影レンズを用いてウェハーに塗布されたフォトレジストの感光による回路パターン転写が行われる。
投影レンズとウエハー表面のレジスト間に屈折率が高い液体(通常は純水)を挿入することによって光の波長を大気中よりも短くすることで解像度を高める手法を液浸技術という。一般的に使用されるのは純水で波長193nmのArFレーザー光における純水の屈折率は1.44なので、純水中で光の波長は134nmに短くなり、F2レーザーの157nmよりも短い波長が得られるので集積度を高めることが可能。
一般論として半導体は構成回路が微細である方が高速動作・省電力性・低発熱性などに有利とされる。そのため半導体の集積回路は開発以来、微細化の開発競争が続けられてきた（ムーアの法則を参照）。
2007年時点で最先端の半導体の製造プロセスは50nmオーダーを切っており、短波長紫外線レーザー（ArFエキシマレーザー）露光技術・超解像などの技術が投入されているが、投影レンズとウェハーの間に存在している空気によって微細化は制限を受けていた。
1990年代末の時点ではポストArFとしてはEUV露光が本命と目されていた他、F2レーザーの開発も並行して進められていた。
ここで、ウェハと投影レンズの間を液体で満たし、より微細な露光を行う技術が開発された。同様の技術は光学顕微鏡の高倍率観察に古くから用いられていたが、半導体製造における適用は技術的な問題が解決されたことによる。
2007年現在のところ液浸には超純水（屈折率1.33）を用いた実用化が進んでいるが、さらに高屈折率の液体の使用も検討されている。
半導体の露光を液浸で行うにあたり、次のような問題があったとされる。
- 液の温度変化（によって起こる微細気泡の発生、屈折率の変化やひずみ）による露光への悪影響
- 液の純度保持・補給と回収
- 投影レンズと接する部分のみを液浸とする場合の液の追随性（エアカーテンを用いる対策などがある）
- ウェハからの液への成分の溶け出しによる悪影響
- 液によるウェハへの影響・ウェハの超撥水コーティングの開発

これらの問題の解決については一応の目処がつき、実用化された。

## 顕微鏡における適用

液浸によって、高開口数の光が光路に取り入れられる状態の模式図

光学顕微鏡においては、40-100倍程度の高倍率・高分解能対物レンズに用いられる。
高倍率・高開口数のレンズは観察物（カバーガラス）に接するレンズが非常に小さく、かつ観察物に近づけて観察が行われる。このためコンデンサから入射する光のうち、入射角の浅いものは対物レンズの先端、およびプレパラートと空気面の境界で全反射を起こしてしまい、対物レンズ以降の光学系に入ることができない。この現象のため、対物レンズの開口数の理論的限界が1.0となる。（実際には他の要因から0.95程度が限界）
ここで、カバーガラスと対物レンズの間を液体で満たすことによって開口数を向上させることが可能となる。液体には通常は光学オイル（イマージョンオイル:屈折率1.51）を用いる。この観察に対応したレンズを液浸レンズ、または油浸レンズと呼ぶ。
対物レンズによるが、液浸を行うことにより開口数1.2-1.6程度を実現させることが可能で、分解能は1.2-1.6倍に向上する。これによって200nm程度の構造を観察することが可能となる。細菌学など、光学顕微鏡で特に微小なものを観察する場合には一般的に用いられる。
なお、コンデンサとスライドガラスの間にも液浸を行う必要がある。
次のような液体も顕微鏡の液浸に用いられることがある。
水
生きたプランクトンなど、水を封入に用いたプレパラートの観察で高分解能が必要な場合、油浸を行うと球面収差が発生する場合があり、それを避けるために用いられる。水浸(en:Water immersion objective)と呼ばれることがある。屈折率1.33・専用の水浸レンズを用いる。
グリセリン
蛍光観察で自己蛍光を極端に嫌う場合、グリセリンを用いる。屈折率1.47・専用のグリセリン浸レンズを用いる。
アニソール
イマージョンオイルと屈折率がほぼ同じ（屈折率1.51）であり、代用すると揮発性があるため清掃が楽になる。但し、有機溶剤であるため、場合によっては対物レンズのレンズ固定剤などを侵すことがあり注意が必要である。汎用の油浸レンズが使用可能。
なお、走査型電子顕微鏡において、同様の働きをするレンズを油浸レンズ（界浸レンズ）と呼ぶことがある。

## その他
特殊な望遠鏡などでは、レンズの張り合わせ面に光学オイルを充填して性能向上や組み立て誤差の吸収を図ったものが存在する。